# Bichon Havanez
Bichon Havanez (sau Bichon Havanese) este o rasă de câini care aparține tipului Bichon, creat din rasa dispărută Bichon Tenerife. Havanezul este obișnuit cu viața bună și nu este de mirare, deoarece de secole acești câini răsfățați au fost întâlniți la familiile înstărite. Nu este nici o îndoială în ceea ce privește faptul că le lipsește mărimea, dar completează în personalitate. În Cuba acest câine este câinele național de unde și numele de havanez. Este un câine foarte activ, iubitor de oameni, inteligent și afectuos. Avantajul pe care îl are havanezul față de alți câini din familia lui este acela că nu miroase și nu lasă păr.

## Istorie
Steagul Spaniei a fost pentru prima dată ridicat deasupra Cubei de către Cristofor Columb în noiembrie 1492. În următorii zece ani a început colonizarea insulei de către Spania, care a deținut-o pentru următorii patru sute de ani. Începutul secolului XVI dezvăluie faptul că au fost aduși câini de-a lungul acestor curse ale coloniștilor, cel mai probabil „câinele de Tenerife”, strămoș comun pentru întreaga familie Bichon. Acești câini mici au găsit curând drumul spre casele aristocraților spanioli și s-au dezvoltat fără prea multă influență din exterior. Ei au reușit totuși să se adapteze la climatul tropical al insulei. Havanezul din ziua de astăzi este un câine care tolerează căldura datorită blănii sale unice. Odată numit „câinele de mătase havana”, sau „pudelul de mătase spaniol”, blana sa este ca o mătasă brută, abundentă, dar extrem de ușoară și moale izolând împotriva căldurii tropicale. În țara lui natală, blănița nu a fost niciodată prinsă, iar părul nu a fost niciodată legat într-un moț deoarece cubanezii credeau că îi protejează ochii de soarele puternic.

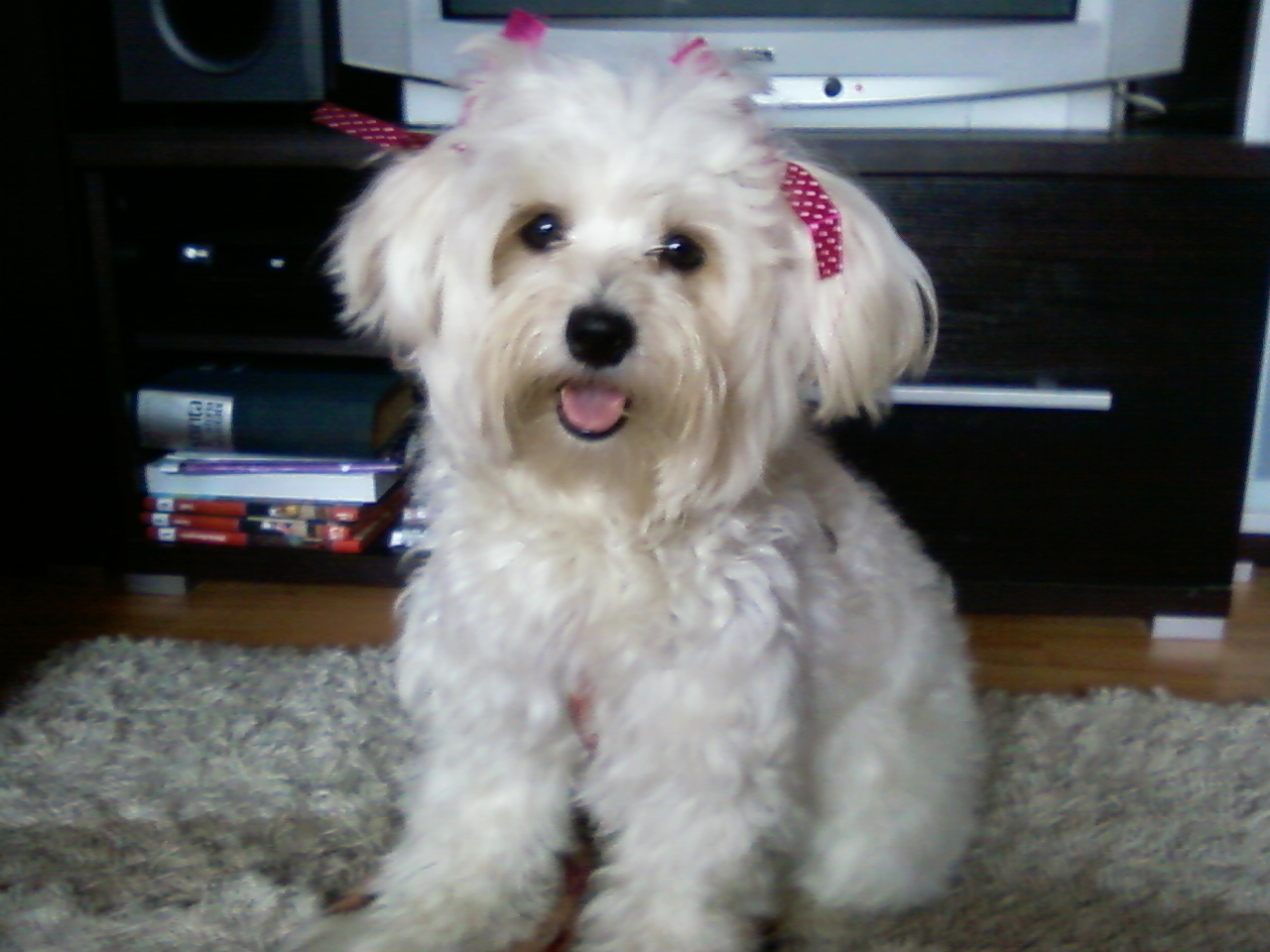
Bichon Havanez.

## Aspect și dimensiuni

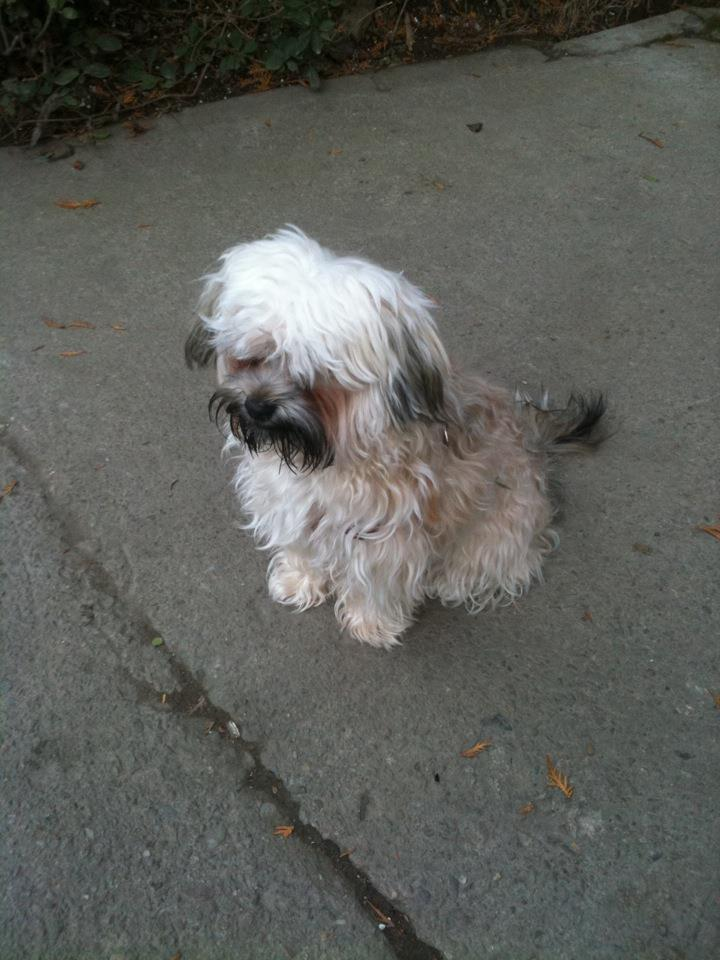
Pui de Bichon Havanez.

Este un câine de talie mică având dimensiunile între 22 cm și 29 cm și poate cântări între 3 și 6 kg. Pot fi întâlniți în mai multe culori, de la negru, alb ciocolatiu și argintiu până la toate combinațiile dintre aceste culori. Ceea ce îi face unici pe acești câini este blana la fel ca mătasea, care poate fi moale sârmoasă sau ondulată oferindu-i protecție împotriva soarelui dur al țării native. Sunt câini foarte jucăuși, iar salturile pe care le realizează rezultă din faptul că au picioarele din față mai scurte decât cele din spate ceea ce face parte din farmecul său. La fel și coada care este răsucită pe spate și foarte stufoasă.  

## Mediul

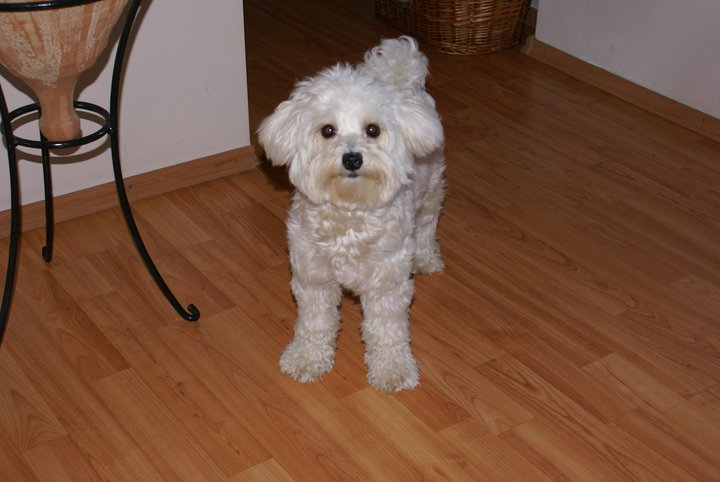
Femelă Havanez.

Havanezul este un câine perfect pentru interior, are un program zilnic moderat de mișcare, dar se poate adapta la aproape toate mediile. În cazul în care se fac plimbări lungi prin parcuri, păduri trebuie luat în considerare faptul că blana lor este ideală pentru ridicarea frunzelor ceea ce înseamnă că trebuie periați. Este un câine devotat și iubitor care face orice pentru a sta în preajma stăpânului. Este o rasă activă și nu îi place să fie lăsat singur și dorește tot timpul să fie în centrul atenției. Ceea ce este frumos la această rasă este faptul că pot fi dresați în casă, dar preferă un antrenament blând. Sunt câini care pot fi dresați în amănunt, dar pot fi folosiți și la supravegherea păsărilor de curte. 

## Îngrijire
Un havanez trebuie periat de cel puțin două ori pe săptămână. Blana trebuie periată regulat pentru prevenirea nodurilor și a încâlcirii. În cazul în care este scos în zăpadă se vor prinde bucățile de gheață de pe labe și trebuie clătit cu puțină apă caldă. Când sunt spălați trebuie uscați și periați pentru a nu le rămâne blana înnodată. La uscare trebuie folosită o temperatură medie deoarece temperatura mare le poate deteriora pielea.
Părul care crește pe partea de jos a picioarelor dintre ghearele de la labe, trebuie tuns pentru a permite tracțiunea pe podele umede. Unii pot avea blănița murdară sub ochi datorită lacrimilor. Acest lucru poate fi din cauza alimentației, pot fi alergici la un aliment. Excesul de lăcrimare poate fi din cauza părului care intră în ochi. Este indicat ca părul de sub ochi să fie tăiat, nu ras.
Havanezul  este un câine gălăgios,  va alerta proprietarii săi dacă se apropie străini. Unii au probleme de atașament puternic, fenomen cunoscut sub numele de „câine arici”, fiind urmăritorii membrilor casei peste tot, chiar și în baie. Pot fi spălați la 3 săptămâni de la data nașterii.

## Sănătate

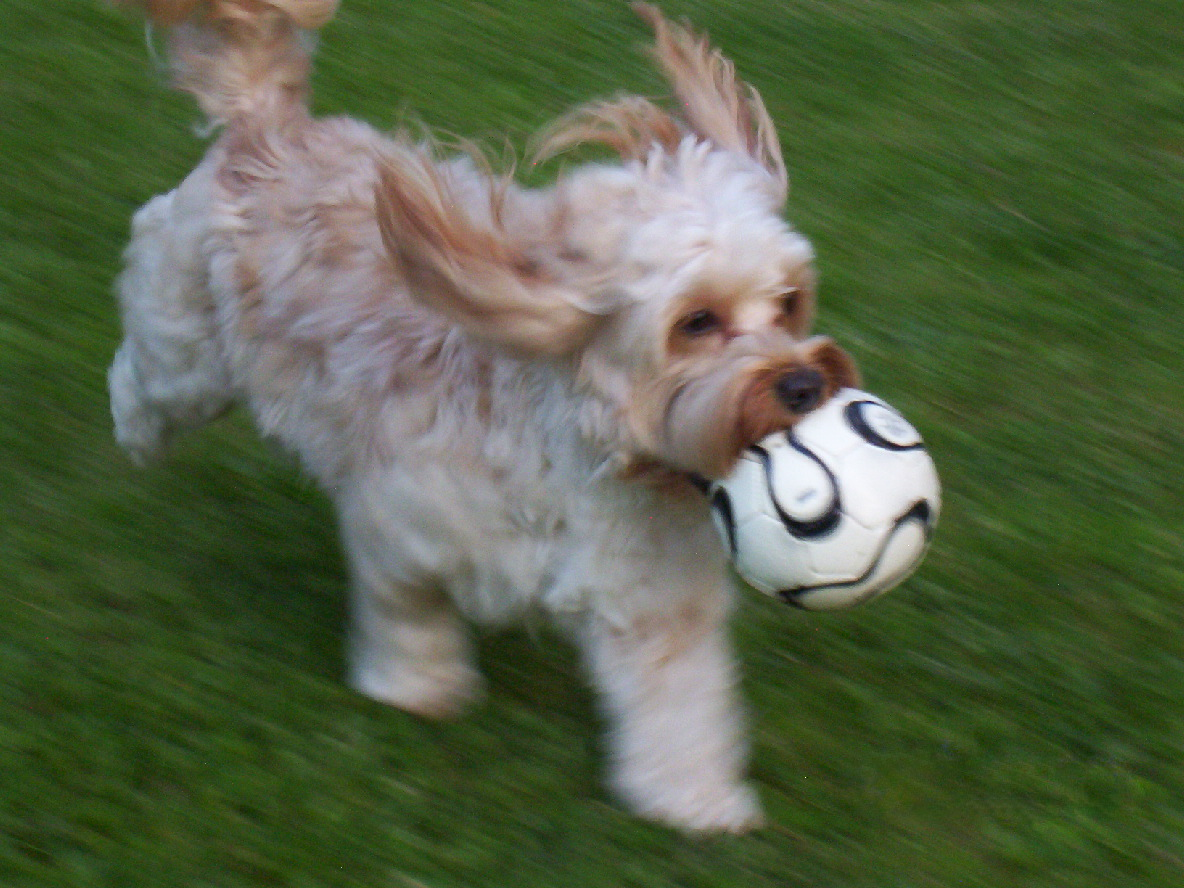
Bichon Havanez jucându-se cu o minge.

Havanezul este o rasă sănătoasă în ansamblu, cu relativ puține probleme grave de sănătate.

Boli întâlnite:
- Anomalii oculare – 92,9% normal

Bolile care se întâlnesc, în primul rând cataracta, dar de asemenea cazuri rare de colobom al nervului optic, atrofia retinei, displazia retiniană și luxația, subluxația lentilei.
Diagnostic: havanezul trebuie să primească până la vârsta de 7 ani, în fiecare an, un control la ochi.
- Surditate Congenitală – 99,6% normal

Surditatea congenitală la câini poate fi achiziționată sau moștenită. Factori externi care pot provoca această boală sunt: infecții intrauterine, medicamente ototoxice cum ar fi gentamicina, tulburări hepatice sau alte expuneri toxice, înainte sau imediat după naștere. Surditatea moștenită poate fi cauzată de un defect genetic care este autozomal dominantă, recesivă, legături sexuale sau pot implica mai multe gene. În cadrul rasei Havanezilor au existat rapoarte de surditate unilaterală și mai puțin frecvent de surditate bilaterală.
Diagnostic: verificarea periodică a urechilor și toaletate regulat.
- Luxația rotulei - 97,1% normal

Poate să apără de la vârsta de 1 an. Rotula poate sări de la loc fie într-o poziție medială sau laterală.
- Cardiace - 99,0% normal

Poate să apară de la vârsta de 1 an având ca definiție deformarea inimii sau a vaselor mari de sânge.
- Displazia de șold - 89,3% normal

Acest lucru este datorat dezvoltării defectuase sau anormale la nivelul șoldului și este o boală genetică care cauzează laxitatea de șold în comun, care la rândul ei, poate duce la diferite grade de artrită numită, de asemenea, boala degeneratică a articulașiilor, artroză, osteoartroză. Poate să fie identificată de la vârsta de 2 ani prin radiografii.

Durata medie de viață a Bichonului Havanez este cuprinsă între 13 și 15 ani.

## Caracteristici
- Înălțime: 22-29 cm
- Greutate: 3-6 kg
- Durata de viață: 13-15 ani